# Tętnica Percherona
Tętnica Percherona (ang. artery of Percheron) – wariant anatomiczny unaczynienia mózgowia człowieka. Polega na obecności wspólnego pnia tętniczego odchodzącego jednostronnie od segmentu P1 tętnicy tylnej mózgu i zaopatrującego oba wzgórza i pień mózgu. Okluzja tej tętnicy objawia się udarami obu wzgórz i dogłowowej części śródmózgowia, o uderzająco symetrycznym obrazie.
Wariant anatomiczny opisał w latach 70. XX wieku francuski neurolog Gérard Percheron.